# 塘岸镇
塘岸镇，是中华人民共和国广西壮族自治区玉林市北流市下辖的一个乡镇级行政单位。

## 行政区划
塘岸镇下辖以下地区：
塘岸圩社区、塘岸村、金城村、凉亭村、利民村、六和村、长塘村、独竹村、蟠龙村、贡塘村、塘肚村和六高村。